# Liste der Baudenkmäler in Egweil

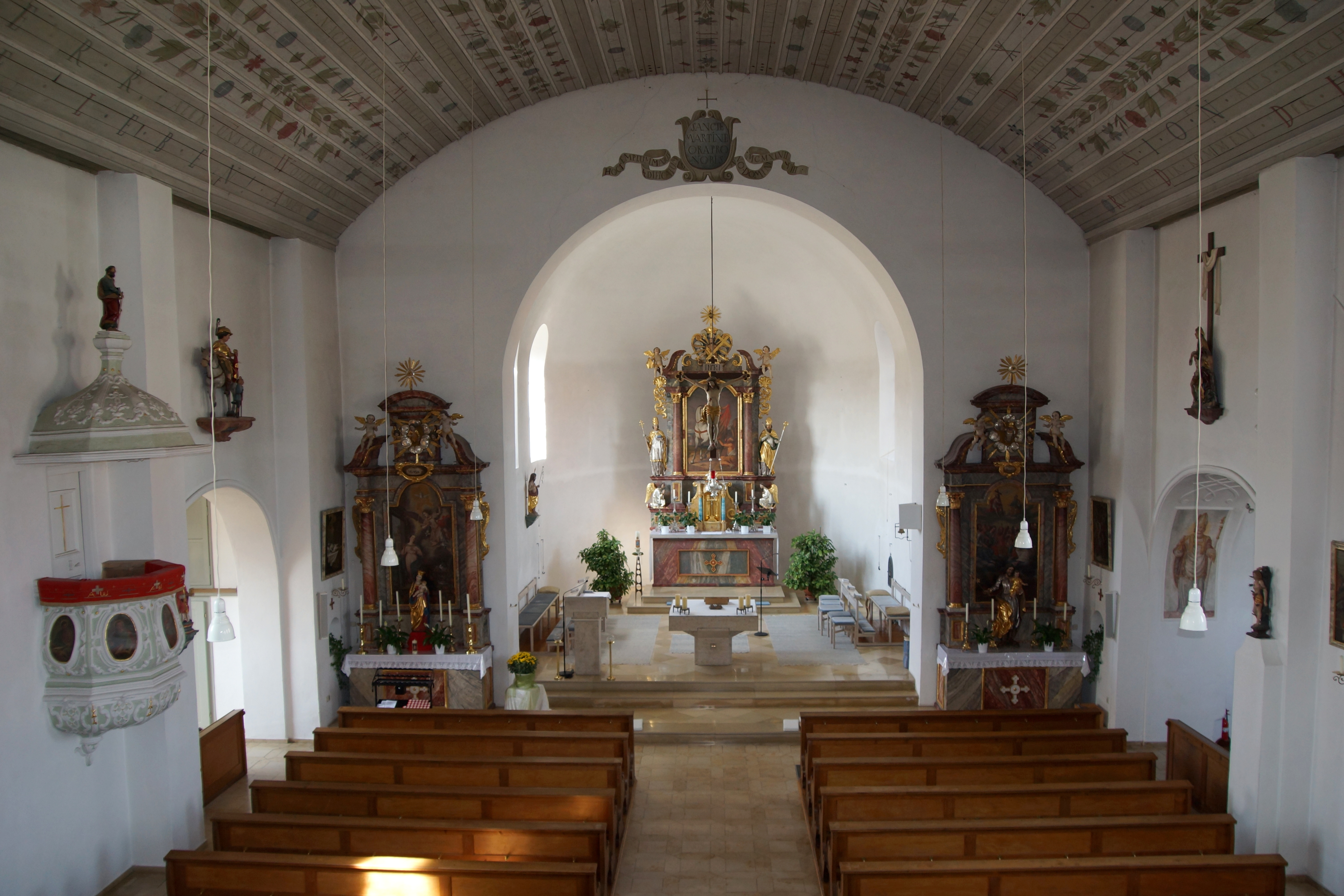
Innenraum von St. Martin in Egweil

Auf dieser Seite sind die Baudenkmäler in der oberbayerischen Gemeinde Egweil zusammengestellt. Diese Tabelle ist eine Teilliste der Liste der Baudenkmäler in Bayern. Grundlage ist die Bayerische Denkmalliste, die auf Basis des Bayerischen Denkmalschutzgesetzes vom 1. Oktober 1973 erstmals erstellt wurde und seither durch das Bayerische Landesamt für Denkmalpflege geführt wird. Die folgenden Angaben ersetzen nicht die rechtsverbindliche Auskunft der Denkmalschutzbehörde.

## Baudenkmäler nach Ortsteilen

### Egweil
| Lage                  | Objekt     | Beschreibung | Akten-Nr.             | Bild           |
| --------------------- | ---------- | --- | --------------------- | -------------- |
| Kirchweg 7 (Standort) | Pfarrhof   | Zweigeschossiger Steilgiebelbau mit Eckerker, spätmittelalterlich, ausgebaut 1624–26, erneuert 1635.              | D-1-76-122-3 Wikidata | BW             |
| Schulweg 6 (Standort) | St. Martin | Katholische Pfarrkirche, moderner Steildachbau, 1947/50, Kirchturm neu gebaut 1965; mit historischer Ausstattung. | D-1-76-122-1 Wikidata | weitere Bilder |

### Oberhaidmühle
| Lage                                                  | Objekt                 | Beschreibung | Akten-Nr.             | Bild |
| ----------------------------------------------------- | ---------------------- | --- | --------------------- | --- |
| Oberhaidmühle 1 (ehemals Oberhaidmühle 77) (Standort) | Langgestreckte Scheune | Massiver Flachsatteldachbau, (ehemals mit Kalkplattendach), mit segmentbogigen Toreinfahrten, bezeichnet mit dem Jahr 1876. | D-1-76-122-4 Wikidata | [[Vorlage:Bilderwunsch/code!/C:48.790552,11.245344!/D:Oberhaidmühle 1 (ehemals Oberhaidmühle 77), Langgestreckte Scheune!/\|BW]] |

### Unterhaidmühle
| Lage                        | Objekt         | Beschreibung | Akten-Nr.             | Bild           |
| --------------------------- | -------------- | --- | --------------------- | -------------- |
| Unterhaidmühle 1 (Standort) | Unterhaidmühle | Wohnhaus, breit gelagerter, zweigeschossiger Flachsatteldachbau, ehemals mit Kalkplattendach, 18. Jahrhundert, im Kern älter, Fassadengliederung neubarock, um 1900; mit Mühleneinrichtung, 1923; Mühlrad und Mühlgraben. | D-1-76-122-5 Wikidata | Unterhaidmühle |

## Abgegangene Baudenkmäler
In diesem Abschnitt sind Objekte aufgeführt, die früher einmal in der Denkmalliste eingetragen waren, jetzt aber nicht mehr existieren, z. B. weil sie abgebrochen wurden. Aktennummern in diesem Abschnitt sind ehemalige, jetzt nicht mehr gültige Aktennummern.

| Lage                                       | Objekt     | Beschreibung                                                                                                   | Akten-Nr.             | Bild |
| ------------------------------------------ | ---------- | --- | --------------------- | ---- |
| Egweil Ingolstädter Straße 1, 3 (Standort) | Bauernhaus | Wohnstallbau mit Kalkplattendach, um Mitte 19. Jahrhundert; Stadel, massiv, mit Kalkplattendach, gleichzeitig. | D-1-76-122-2 Wikidata | BW   |